# 홀 인 더 헤드
《홀 인 더 헤드》(영어: A Hole in the Head)는 미국에서 제작된 1959년 시네마스코프 코미디 영화이다. 프랭크 캐프라가 연출, 제작을 맡고, 프랭크 시나트라 등이 출연하였다.

## 출연진
- 프랭크 시나트라
- 에드워드 G. 로빈슨
- 엘리너 파커
- 캐럴린 존스
- 셀마 리터
- 키넌 윈
- 조이 랜싱
- 에디 호지스
- 더브 테일러
- 베니 루빈
- 제임스 코맥
- 코니 소여
- 에머리 파넬

## 기타 제작진
- 의상: 이디스 헤드